# Zunyi
Zunyi (cinese: 遵义; pinyin: Zūnyì) è una città-prefettura della Cina nella provincia del Guizhou.

## Amministrazione
La prefettura amministra le seguenti suddivisioni:
- Distretto di Honghuagang
- Distretto di Huichuan
- Distretto di Bozhou
- Chishui
- Renhuai
- Contea di Tongzi
- Contea di Suiyang
- Contea di Zheng'an
- Contea di Fenggang
- Contea di Meitan
- Contea di Yuqing
- Contea di Xishui
- Contea di Daozhen
- Contea di Wuchuan